# Carlos Mozer
Carlos Mozer (sinh ngày 19 tháng 9 năm 1960) là một cầu thủ bóng đá người Brasil.

## Đội tuyển bóng đá quốc gia Brasil
Carlos Mozer thi đấu cho đội tuyển bóng đá quốc gia Brasil từ năm 1983 đến 1994.

## Thống kê sự nghiệp
| Đội tuyển bóng đá Brasil | Đội tuyển bóng đá Brasil | Đội tuyển bóng đá Brasil |
| Năm                      | Trận                     | Bàn                      |
| ------------------------ | ------------------------ | ------------------------ |
| 1983                     | 9                        | 0                        |
| 1984                     | 3                        | 0                        |
| 1985                     | 6                        | 0                        |
| 1986                     | 5                        | 0                        |
| 1987                     | 0                        | 0                        |
| 1988                     | 0                        | 0                        |
| 1989                     | 2                        | 0                        |
| 1990                     | 4                        | 0                        |
| 1991                     | 0                        | 0                        |
| 1992                     | 1                        | 0                        |
| 1993                     | 1                        | 0                        |
| 1994                     | 1                        | 0                        |
| Tổng cộng                | 32                       | 0                        |